# Siddharta (groupe)
Pour les articles homonymes, voir Siddharta.
Siddharta est un groupe de rock slovène formé en 1995 et qui doit être le groupe le plus connu après Laibach.
Le nom du groupe provient du nom du roman de Hermann Hesse.

## Discographie
- ID (1999)
- Lunanai EP (2000)
- Nord (2001)
- Silikon Delta (2002)
- Rh- (2003)
- Rh- Bloodbag Limited Edition (2003)
- Rave EP (2005)
- Rh- Special Edition (CD + DVD)(2005)
- Rh- (English) (2005)
- My Dice EP (2005)
- Petrolea (2006)
- Saga (2009)
- VI (2011)